# Nikolai Maximow (Wasserballspieler)

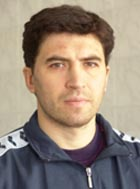
Nikolai Michailowitsch Maximow

Nikolai Michailowitsch Maximow (russisch Николай Михайлович Максимов; * 15. November 1972 in Moskau) ist ein ehemaliger russischer Wasserballspieler, der bei Olympischen Spielen je eine Silber- und eine Bronzemedaille gewann. Hinzu kam eine Bronzemedaille bei Weltmeisterschaften. Maximow wechselte später nach Kasachstan und wurde mit der kasachischen Nationalmannschaft 2010 Sieger bei den Asienspielen.

## Karriere
Der 1,90 m große Torhüter war in seiner Karriere bei Dynamo Moskau, CN Sabadell in Spanien, Spartak Wolgograd und Sintez Kasan aktiv. Mit Moskau, Wolgograd und Kasan war er jeweils russischer Meister.
Maximow bildete viele Jahre zusammen mit Dmitri Dugin das Torhüterduo der russischen Nationalmannschaft, wobei Maximow immer deutlich mehr Einsatzzeit hatte. Bei der Weltmeisterschaft 1994 in Rom verloren die Russen gegen die Spanier, im Spiel um den dritten Platz bezwangen sie die Kroaten mit 14:13. 1995 belegten die Russen den sechsten Platz bei der Europameisterschaft in Wien. Im Jahr darauf bei den Olympischen Spielen 1996 in Atlanta unterlagen die Russen im Viertelfinale den Italienern und erreichten in der Platzierungsrunde den fünften Platz. 2000 bei den Olympischen Spielen in Sydney schlugen die Russen die Mannschaft Spaniens im Halbfinale mit 8:7. Das Finale gewannen die Ungarn mit 13:6.
2003 und 2004 bildete Maximow zusammen mit Alexander Fedorow das russische Torhüterduo. Bei der Europameisterschaft 2003 unterlagen die Russen im Halbfinale der Mannschaft Jugoslawiens (Serbien und Montenegro). Nach der Niederlage gegen Ungarn im Spiel um Bronze belegten die Russen den vierten Platz. Bei den Olympischen Spielen 2004 in Athen erreichten die Russen wie 2000 das Halbfinale und unterlagen mit 5:7 gegen Ungarn. Im Spiel um den dritten Platz siegten die Russen mit 6:5 über die Mannschaft des Gastgebers Griechenland.
2010 trat Maximow als Torhüter der kasachischen Mannschaft bei den Asienspielen in Guangzhou an mit Alexander Schwedow als zweitem Torhüter. Die kasachische Mannschaft gewann alle Spiele, wobei es nur im Halbfinale beim 10:8 gegen Japan und im Finale beim 7:6 gegen China eng wurde. 2012 schied die kasachische Mannschaft bei den Olympischen Spielen in London mit fünf Niederlagen in der Vorrunde aus. Im Jahr darauf bezwangen die Kasachen in der Vorrunde der Weltmeisterschaft 2013 in Barcelona die Rumänen. Im Achtelfinale scheiterten die Kasachen an den Ungarn.